# Dimetinden
Dimetindenul (sub formă de maleat) este un antihistaminic H1 derivat de piridină, de generație 1, fiind utilizat în tratamentul alergiilor. Este utilizat topic ca antipruriginos și în picături nazale, în tratamentul rinitei alergice.
Medicamentul a fost patentat în 1958 și a fost aprobat pentru uz medical în 1960.

## Utilizări medicale
Dimetindenul este utilizat la nivel:
- cutanat, în tratamentul pruritului[10][11][14]
- nazal, în tratamentul reacțiilor alergice cu rinită[12]